# 楊蕎安
安乙蕎（1995年10月18日—），本名楊蕎安，英文名Joanne，台灣女演員，童星出身，於2008年演出電影《海角七號》中的「大大」一角而聞名。先後畢業於森林小學、台北市立濱江國民中學，2011年臺灣北區100學年度高級中等學校戲劇（班、科、組）聯合甄選，錄取台北市立復興高級中學戲劇班，2014年錄取輔仁大學日本語文學系進修學士班。

## 作品列表

### 電影
- 2008年 《海角七號》飾演 大大
- 2017年 《52Hz, I love you》飾演 服務生
- 2018年 《范保德》飾演 阿真
- 2018年 中國大陸電影《讓我怎麼相信你》飾演 梁念一
- 2020年 《同學麥娜絲》飾演 阿月女兒
- 2022年 《流麻溝十五號》飾演 廖素琴

### 短片
- 2017年 《媽的！一百種死法》
- 2018年 【搶救木曜大作戰第六集】(SUZUKI篇)

### 電視劇
- 2015年 《回家路上》飾 張可風
- 2016年 《我家是戰國》飾 曾楚楚
- 2018年 《種菜女神》飾 麥如秈（秈秈）
- 2021年 《她們創業的那些鳥事》飾 曾莉敏
- 2022年 《船到橋頭不會直》飾 妮妮
- 2023年 《阿叔》飾 羅芷如
- 2025年 《戲說台灣－金虎爺鎮邪靈》飾 蘇玉庭
- 2025年 《我們六個》飾 郭品秀
- 2025年 《我們與惡的距離 II》飾 葉知淇
- 2026年 《今天愛上我》飾 黃文雅

### 綜藝節目
- 2020年 《全明星運動會》

### 單曲
- 2008年 《爱你爱到死》，与同恩和夏宇童合唱，收录于《海角七号》电影原声大碟第三首。

### 廣告
- 2009年 綠油精鬥嘴篇廣告

### 簡介短片
- 2009年 金門國家公園簡介短片 披風小島

### 寫真集
- 海角十號

## 外部連結
- 楊蕎安在香港影庫上的簡介
- 安乙蕎-麥子的Facebook專頁
- 安乙蕎的Instagram帳戶